# La dona de blau
La dona de blau és un retrat del pintor anglès Thomas Gainsborough, realitzat entre 1770 i 1780, que es conserva a l'Ermitage de Sant Petersburg, Rússia. L'obra està datada en l'època en què el pintor havia tornat de Bath, després de 15 anys de residència en aquesta localitat. El quadre retrata a una dona jove, d'identitat desconeguda, molt elegant, com és comuna en els retrats de l'artista. La model reflecteix el prototip de bellesa de l'Anglaterra de mitjans del segle xviii.
El retrat de La dona de blau va ser llegada a l'Ermitage per Alexei Khitrovo el 1916. És l'únic exemple de l'obra de l'artista anglès a Rússia. Alguns historiadors de l'art creuen que és un retrat de la duquessa de Beaufort.